# 시민의 입장
시민의 입장(우크라이나어: Громадянська позиція 흐로마댠스카 포지치야[*], Civic Position) 혹은 시민의 지위는 2005년 3월 창당한 우크라이나의 정당이다. 현재로의 당명 변경 직후부터 2019년까지 우크라이나의 전 국방부 장관인 아나톨리 흐리첸코가 대표를 맡고 있었으며, 2019년부터는 볼로디미르 히르냐크가 당대표를 맡고 있다.

## 역사

### 능통한 우크라이나 시절
이 당은 원래 능통한 우크라이나(우크라이나어: Могутня Україна 모후트냐 우크라이나[*])라는 정당명으로 등록되었으며 2010년까지는 이 이름으로 존재했다. 이 당은 어떠한 우크라이나 총선에도 나오지 않았다.. 원래 당대표는 올렉산드르 추바텐코이다. 추바텐코는 2010년 우크라이나 대통령 선거에 출마한 아나톨리 흐리첸코의 선거본부장으로 활동했다.

### 시민의 입장 시민단체
2008년 8월 26일 전 우크라이나 국방부 장관이었던 아나톨리 흐리첸코는 자신만의 시민단체를 세우자는 아이디어를 냈고, 같은 해 11월 28일에는 자신이 세우는 조직은 정당이 아닌 시민단체라고 발표했다.
2008년 12월 11일 키이우에서 열린 단체수립식에서 "시민의 입장"이라는 시민단체가 설립되었다. 이 회의에서는 약 40명의 지역 지부 대표가 참석했으며, 흐리첸코가 만장일치로 운동조직 대표로 선출되었다.

### 시민의 입장 시절
2010년 2월 당명을 '시민의 입장'으로 변경했으며 같은 해 6월에는 흐리첸코가 당대표로 올라섰다. 당명 변경과 당대표 교체 결정은 2010년 1월 21일 열린 당대회에서 승인되었다.
2010년 우크라이나 지방 선거에서 시민의 입장당은 미미한 결과를 얻었다. 테르노필 시의회에서 1석을 얻었다.
2011년 8월에는 우크라이나 유럽당과의 합병을 논의중이라고 발표했다. 이후 2011년 12월에는 우크라이나 민주개혁동맹(UDAR)와 시민의 입장이 합당 협상중이라고 발표했다. 하지만 2012년 6월 당은 2012년 우크라이나 총선에서 독자적으로 참여해 비례대표명단을 제출하겠다고 발표했다.
2011년 12월 우크라이나의 여론조사업체 RATING의 여론조사에서는 2.3%의 지지율을 기록했고 2012년 5월에는 2.4%를 기록했다.
결국 2012년 총선에선 전우크라이나 연합 "조국" 등 여러 야당과 함께 여러 정당의 '플랫폼' 정당으로 총선에 참여했다. 이 정당연합은 25.55%의 득표율로 총 101석의 의석을 획득했다. 비례득표에서는 62석을, 소선거구에서는 39석을 얻었다. 시민의 입장은 1개 소선거구에서 출마했으나 패배했다. 흐리첸코는 비례명부 3위 후보로 당선되었다. 공동선거연합에 참여한 다른 야당은 2013년 6월 차례로 조국당에 합병되었으나, 시민의 입장당은 합병하지 않고 독립된 정당으로 계속 존속했다. 흐리첸코는 2014년 1월 14일 조국 원내회파를 탈퇴했다. 2014년 1월 17일에는 흐리첸코가 의회에 의원 사임서를 제출했다.
흐리첸코는 2014년 우크라이나 대통령 선거의 시민의 입장당 후보로 참가했다. 이 선거에서 득표 4위를 기록했다. 이전에는 2010년 우크라이나 대통령 선거에서 무소속으로 참여한 적도 있었다.
2014년 9월 7일 당대회에서 2014년 우크라이나 총선을 앞두고 민주동맹 정당과 공동선거연합으로 참여하겠다고 결정했다. 다만 소선거구제 지역구 선거에서는 두 당이 별도로 참여하기로 했다. 2014년 총선에서 시민의 입장당은 3.1%의 지지율로 우크라이나 선거법상 명시된 봉쇄조항인 5%를 뚫지 못하고 1석도 얻지 못했으며 지역구 선거에서도 전원 낙선하며 원내정당이 되지 못했다.
2016년 6월 4일 시민의 입장당은 유럽 자유민주동맹당에 합류했다.
2019년 1월 11일 열린 당대회에서 시민의 입장당은 2019년 우크라이나 대통령 선거 후보로 흐리첸코를 지목했다. 흐리첸코는 1차 투표에서 6.91%의 지지율로 5위를 기록하며 2차 투표에 올라서지 못했다.
2019년 9월 21일 당대회에서는 당시 리비우주 지역당위원회의 부의장이었던 볼로디미르 히르냐크가 당대표에 취임했다. 2019년 우크라이나 총선에서 시민의 입장당은 비례투표에서 1.04%의 지지율을 얻어 봉쇄조항을 돌파하지 못했고, 소선거구 선거에 나온 후보도 전원 낙선했다.
2020년 우크라이나 지방 선거에서 시민의 입장당은 141명의 시/주의회 의원을 당선시켰다.

## 성향
시민의 입장당은 돈바스 전쟁 진행 도중 무력 사용을 통한 분쟁 종식을 옹호했다.

## 선거 결과

### 총선
| 선거년도 | 소선거구 득표 | 비례선거 득표 | 비례선거 득표율 | 총 획득의석 | +/–   |
| -------- | ------------- | ------------- | --------------- | ----------- | ----- |
| 2014년   |               | 489,116       | 3.1             | 0 / 450     |       |
| 2019년   |               | 153,225       | 1.04            | 0 / 450     | –2.07 |

### 대통령 선거
| 선거년도 | 후보              | 1차 투표 득표 | 1차 투표 득표율 | 2차 투표 득표 | 2차 투표 득표율 | 승패 |
| -------- | ----------------- | ------------- | --------------- | ------------- | --------------- | ---- |
| 2014년   | 아나톨리 흐리첸코 | 989,029       | 5.48            |               |                 | 낙선 |
| 2019년   | 아나톨리 흐리첸코 | 1,306,450     | 6.91            |               |                 | 낙선 |